# Jama Masjid (Delhi)
Pour les articles homonymes, voir Jama Masjid.
La Jama Masjid dite aussi grande mosquée de Shahjahânabâd ou grande mosquée de Delhi, est l'une des plus grandes mosquées de l'Inde, elle peut accueillir 25 000 personnes. Construite  entre 1644 et 1656 sous le règne de l'empereur moghol Shâh Jahân, elle est revêtue de grès rouge. Utilisant le plan moghol elle se compose d'une grande cour pavée et surhaussée sur laquelle donnent trois hautes portes, une sur chaque côté. Le haram s'ouvre par une façade avec un pishtak entouré de colonnettes grêles et surmonté de chatris. Il est entouré de deux minarets élancés également surmontés de chatris, et couvert par trois dômes bulbeux à hauts tambours. À l'intérieur, alors que le minbar est plutôt petit, le mihrab prend une dimension immense.
Le 14 avril 2006, un vendredi, jour saint de l'islam, deux explosions, l'une à 17h26 et l'autre à 17h33, blessent treize personnes dans la mosquée. Au moment des explosions environ 1 000 personnes se trouvaient dans la mosquée qui n'a subi aucun dégât.

## Accès
La mosquée est accessible par la station Jama Masjid de la ligne 6 du métro de Delhi (ligne violette).